# Fort William (Ghana)

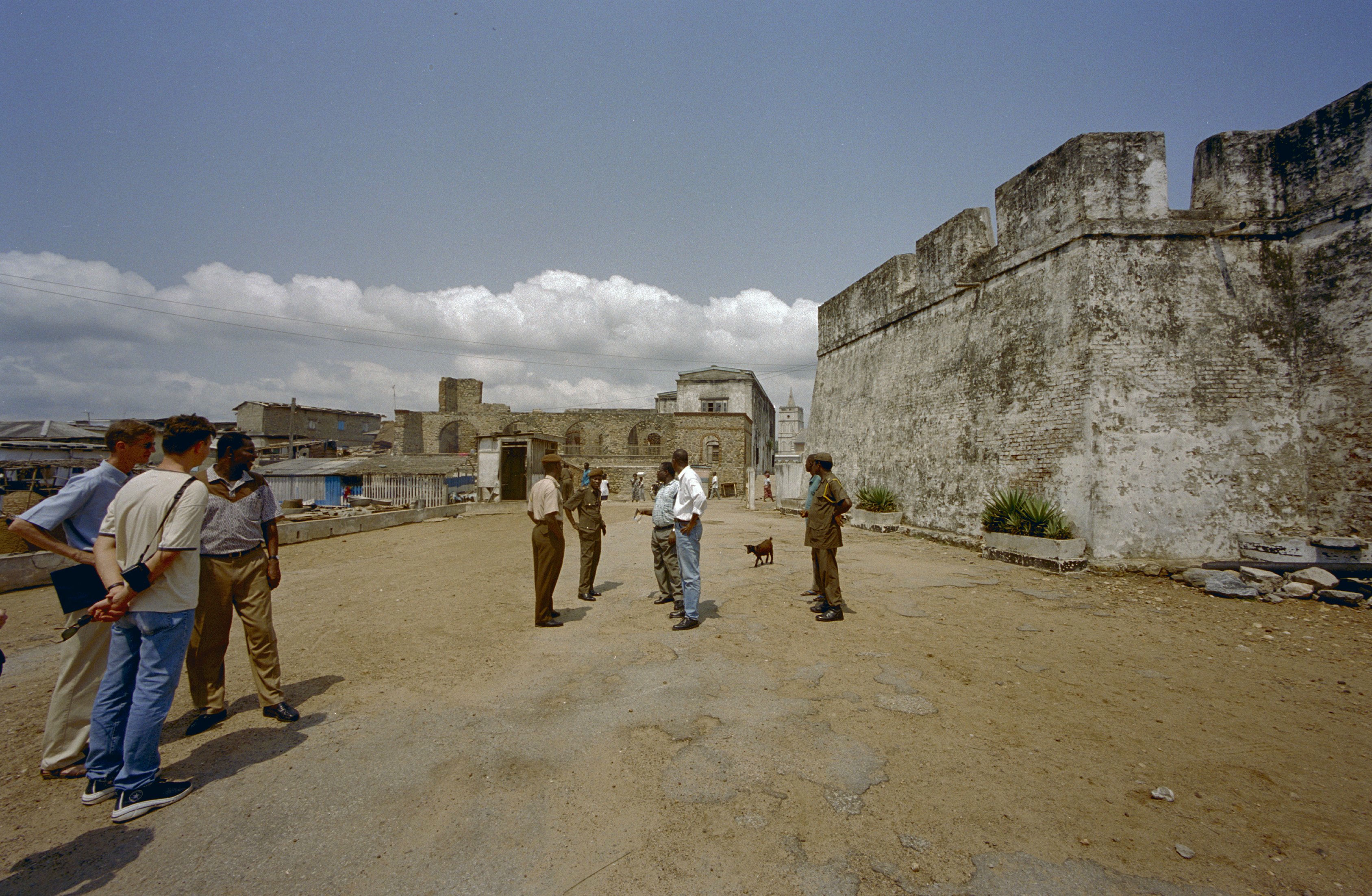
Fort William

Fort William ist eine Befestigungsanlage in Anomabu in der Central Region von Ghana. Die Anlage war ursprünglich als Fort Anomabo bekannt und wurde in den 1830er Jahren vom damaligen Kommandanten Brodie Cruickshank in Fort William umbenannt, der das Hauptgebäude um ein Stockwerk erweiterte und das Fort nach König William IV. umbenannte.
Die heutige Anlage wurde 1753 von den Briten errichtet, nachdem sie einen französischen Versuch, an gleicher Stelle ein Fort zu errichten, vereitelt hatten. Zuvor hatten die Niederländer 1640 und die Engländer 1674 (Fort Charles) an derselben Stelle zwei Forts errichtet. Fort Charles wurde 1730 aufgegeben und zerstört. Zusammen mit mehreren anderen Festungen in Ghana wurde Fort William 1979 wegen seiner Bedeutung während des atlantischen Sklavenhandels und als Zeugnis davon in die Liste des UNESCO-Weltkulturerbes aufgenommen.

## Geschichte

### Frühe Forts
Im Jahr 1640 errichteten die Niederländer unter der Leitung des Kommandanten Arent Jacobsz van der Graeff die erste einfache Festung um eine einfache Hütte. Im Jahr 1653 nahmen die Schweden die Hütte ein. Wiederum 1657 nahmen die Dänen die Hütte ein. In den Jahren 1659 oder 1660 eroberten die Niederländer das Schloss zurück. Als der zweite englisch-holländische Krieg 1667 mit dem Vertrag von Breda endete, konnten die Engländer in Anomabo Fuß fassen. In den Jahren 1672 oder 1673 begannen die Engländer mit dem Bau von Fort Charles, das sie nach König Karl II. von England benannten, an der Stelle des heutigen Fort William. Ein früher Anomabo-Häuptling bewohnte zu dieser Zeit die holländische Lodge und erklärte sie zu seinem Palast.
Das Fort wurde von den Engländern kurze Zeit später aufgegeben, um die Anstrengungen und Kosten auf Cape Coast Castle in Cape Coast zu konzentrieren.

### Basis der „Zehnprozenter“
1698 „lizenzierte“ die Royal African Company Schiffskapitäne, die nicht bei ihr angestellt waren, gegen Zahlung einer 10-prozentigen „Angliederungsgebühr“, um ihnen den Handel in ihren Monopolgebieten zu ermöglichen. Es folgte eine Flut von „Zehn-Prozent-Schiffen“, die in den britischen Festungen Handel trieben und oft die Zahl der eigenen Schiffe der Kompanie übertrafen. Anomabu wurde zu einem beliebten Treffpunkt der „Zehnprozenter“ (bis die Lizenzvergabe 1712 eingestellt wurde), die eine große Anzahl von Sklaven exportierten.
Im Jahr 1717 zitierte der holländische Generaldirektor in Elmina, Engelgraaf Roberts, einen englischen Kapitän über die Sklavenexporte von Anomabu: „Von Januar 1702 bis August 1708 haben sie [von Anomabu] insgesamt nicht weniger als 30.141 Sklaven nach Barbados und Jamaika gebracht, und in dieser Zahl sind die Transaktionen nicht enthalten, die für andere Schiffe getätigt wurden, die nach Inseln wie Nevis, Montserrat, St. Christopher, für die Südsee-Kompanie, die Neuen Niederlande und andere segelten, was die obige Zahl beträchtlich erhöhen würde, und von denen Annemaboe allein etwa ein Drittel liefern könnte.“

### Fort Anomabu/Fort William

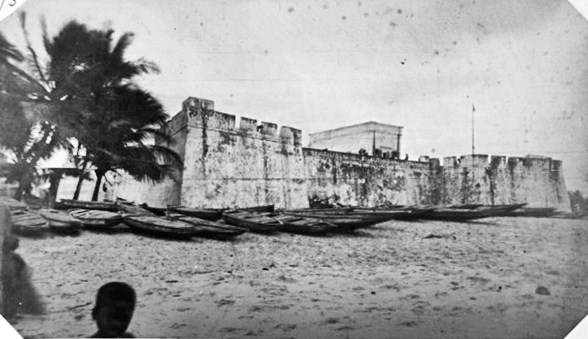
Fort William – 1890er

Nachdem ein französischer Versuch, ein Fort in Anomabu zu errichten, vereitelt worden war, begann die British African Company of Merchants (Nachfolgerin der Royal African Company) 1753 mit dem Bau des Anomabu Castle, das von dem Militäringenieur John Apperly entworfen wurde, der auch der erste Gouverneur wurde.
Nach dem Tod von Apperly im Jahr 1756 übernahm der Ire Richard Brew die Leitung des Forts und stellte den Bau 1760 fertig.
Das Fort war das Zentrum des britischen Sklavenhandels an der Goldküste, bis der Sklavenhandel im Jahr 1807 verboten wurde.
Im neunzehnten Jahrhundert erweiterte der Kommandant Brodie Cruickshank das Hauptgebäude um ein Stockwerk und benannte das Fort nach König Wilhelm IV. (1830–1837).
Anomabu ist im 21. Jahrhundert ein beliebtes Touristenziel. Die Überreste von Fort William sind gut erhalten.

## Galerie

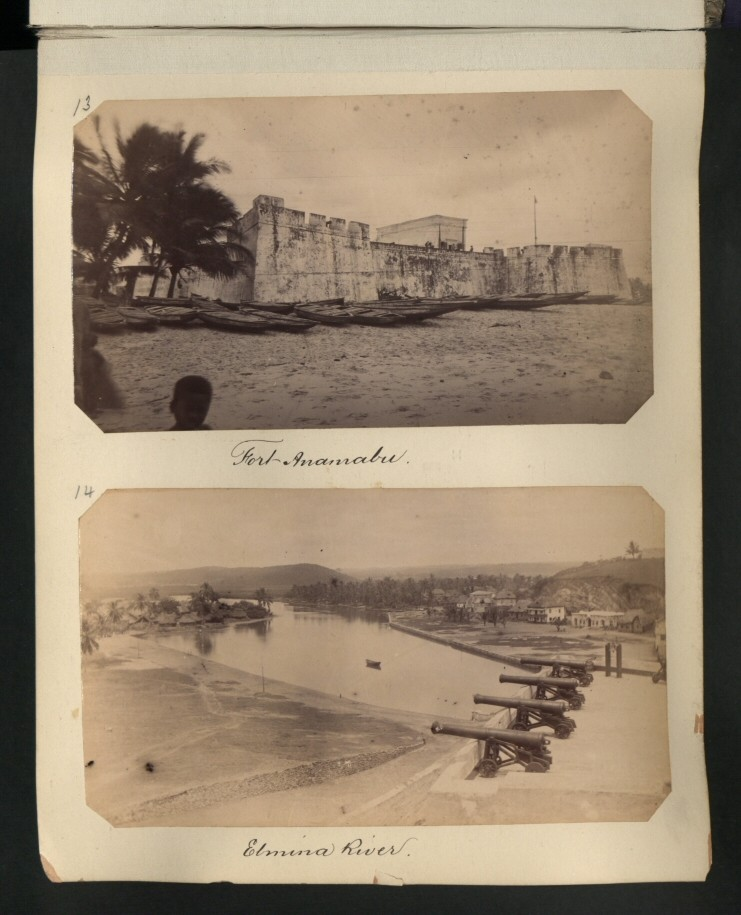
1870er
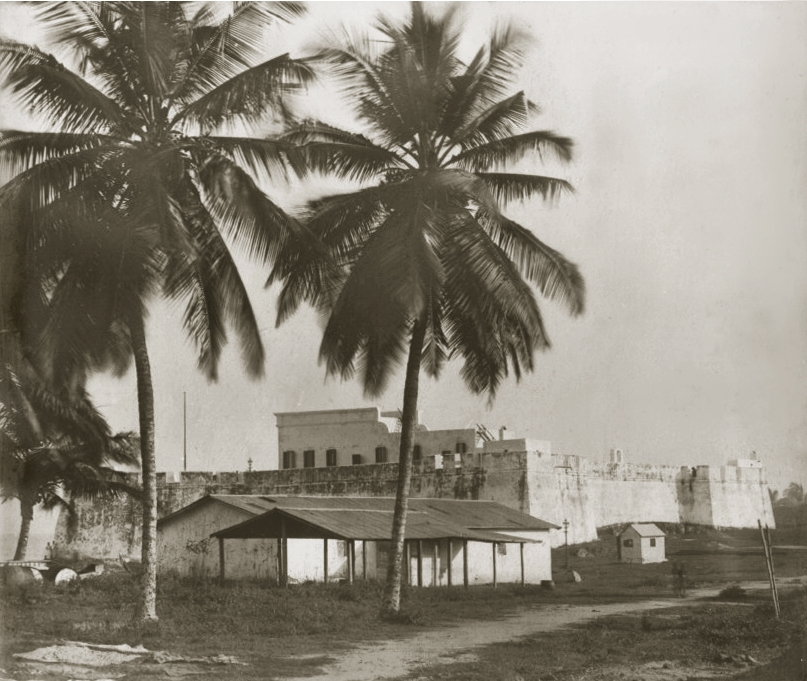
1890er
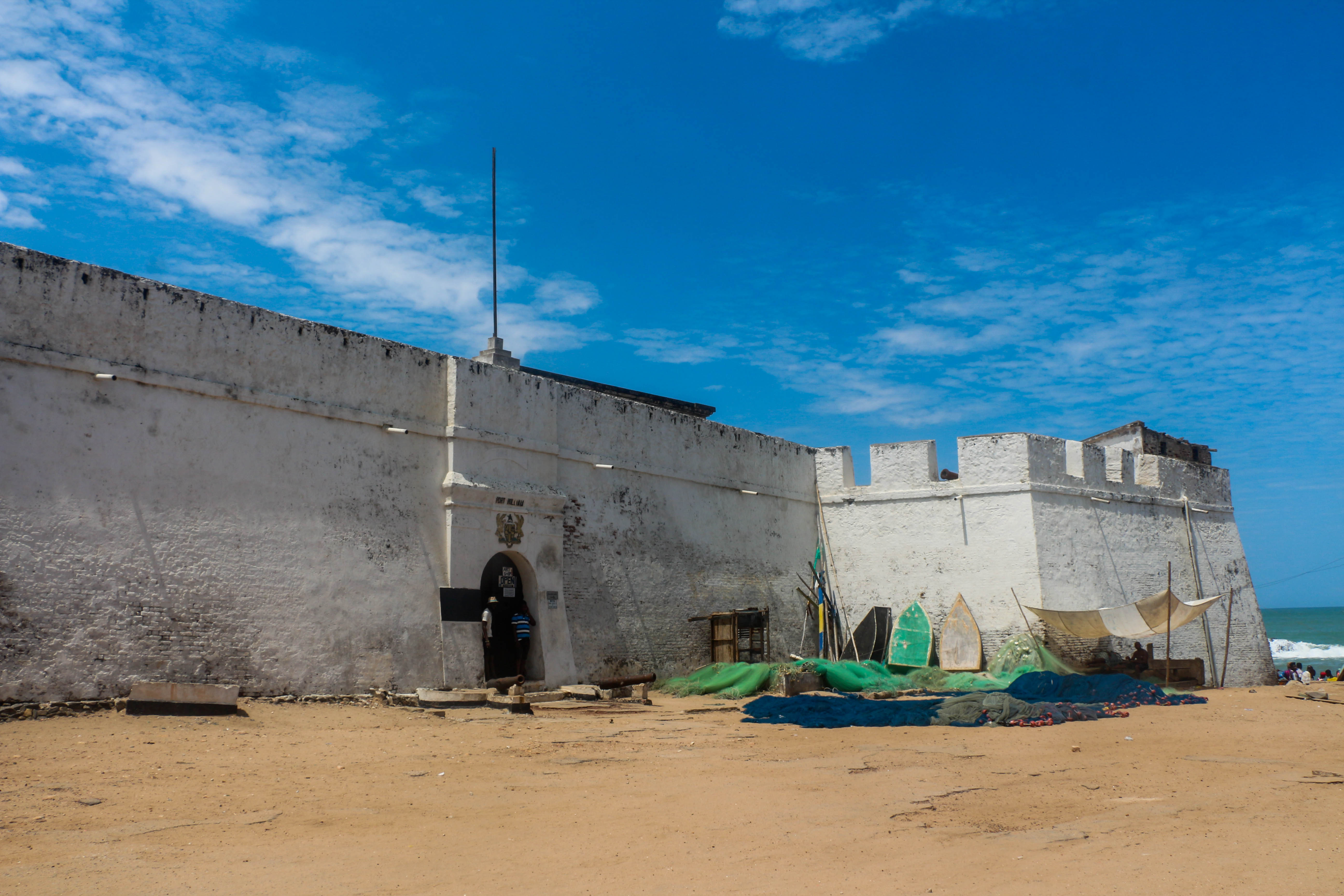
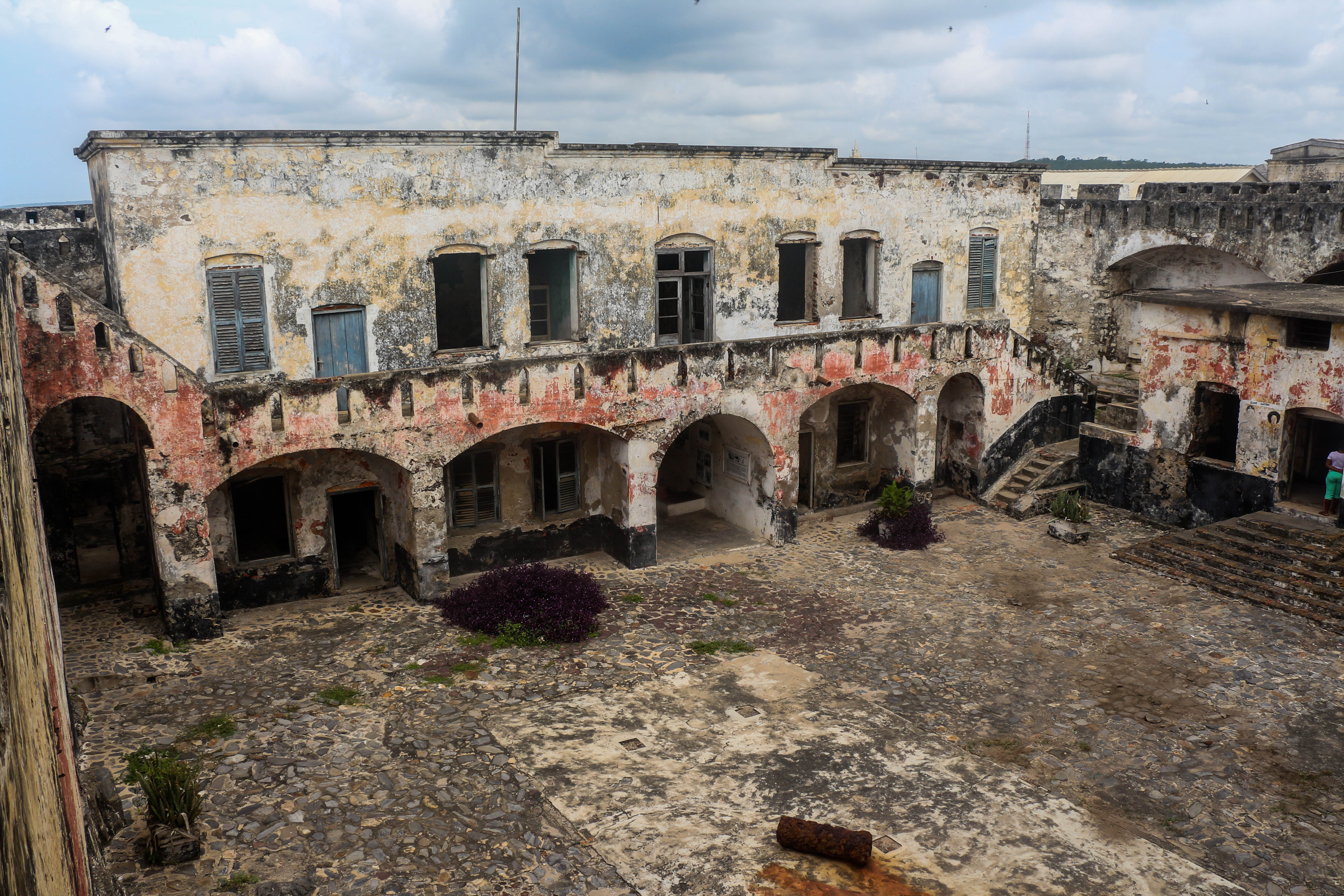
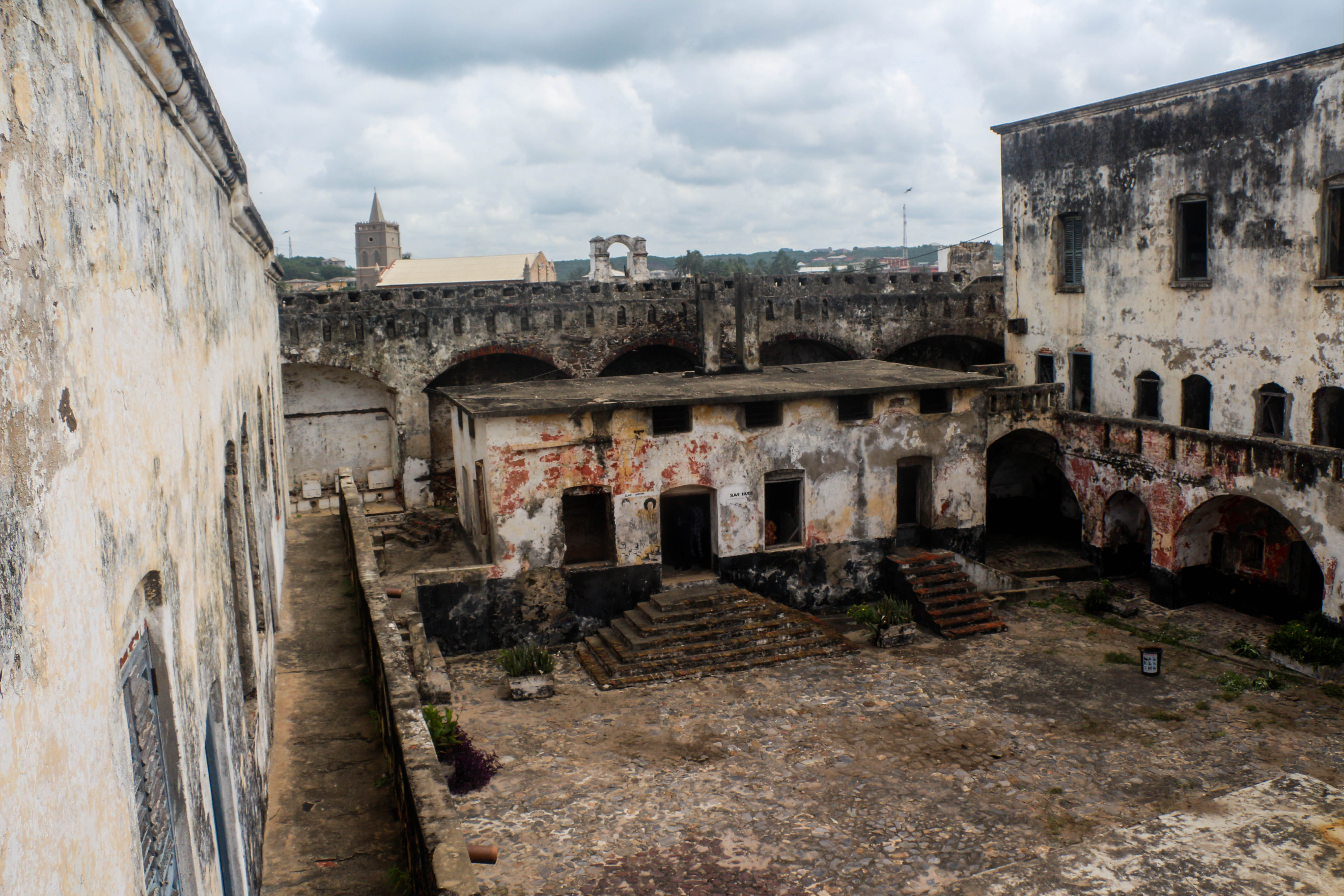
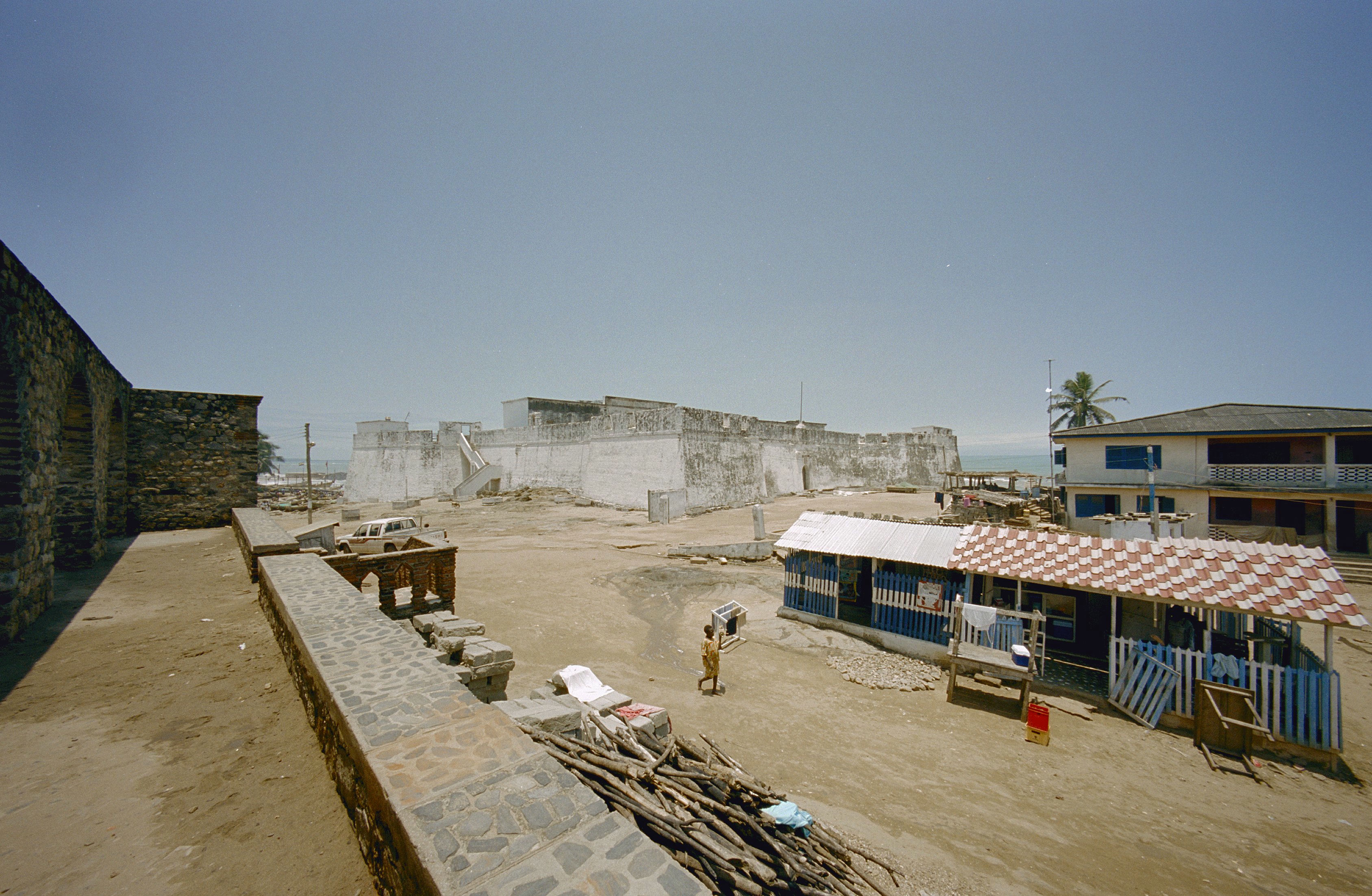
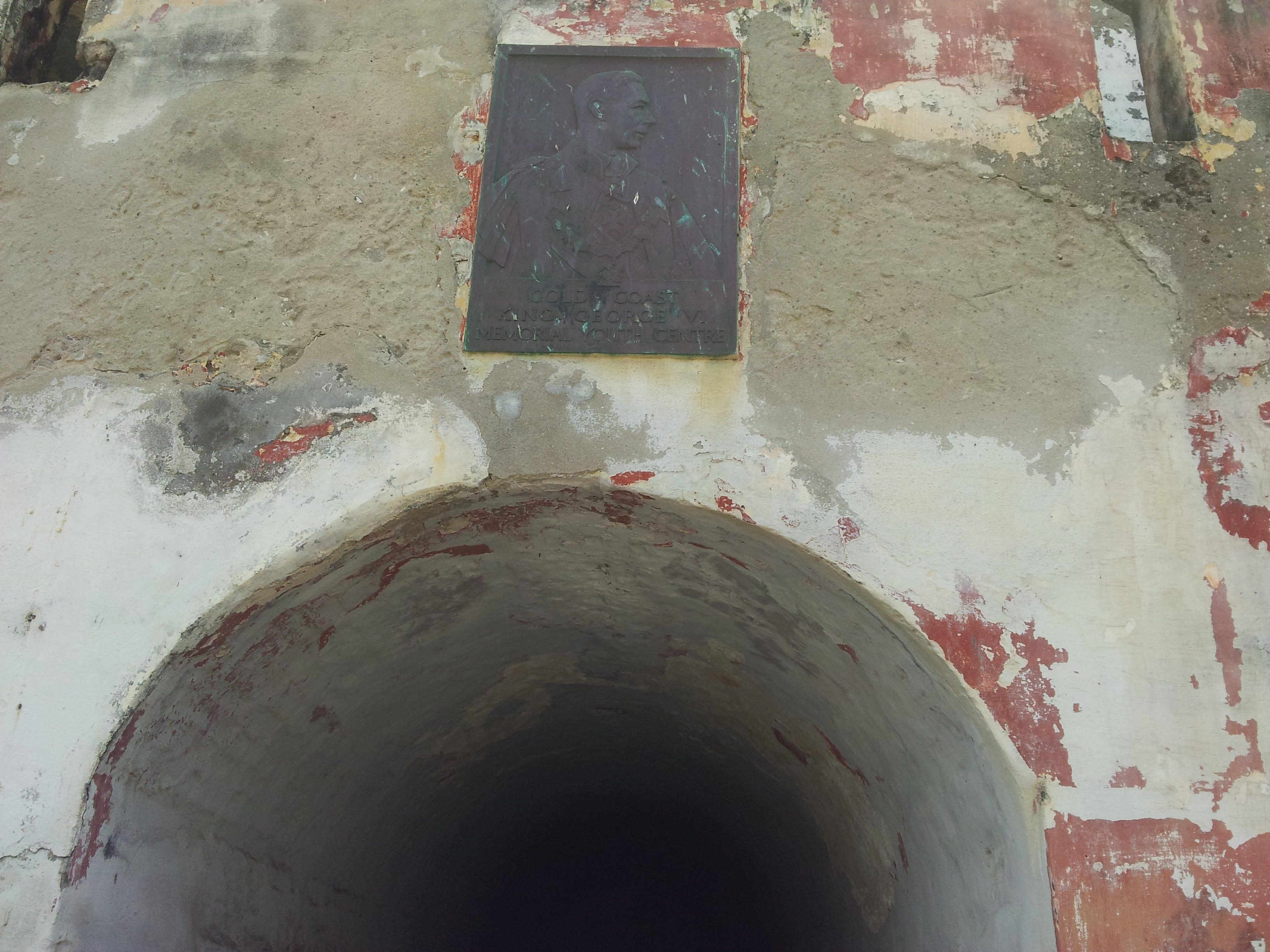
Gedenktafel für König Georg IV.
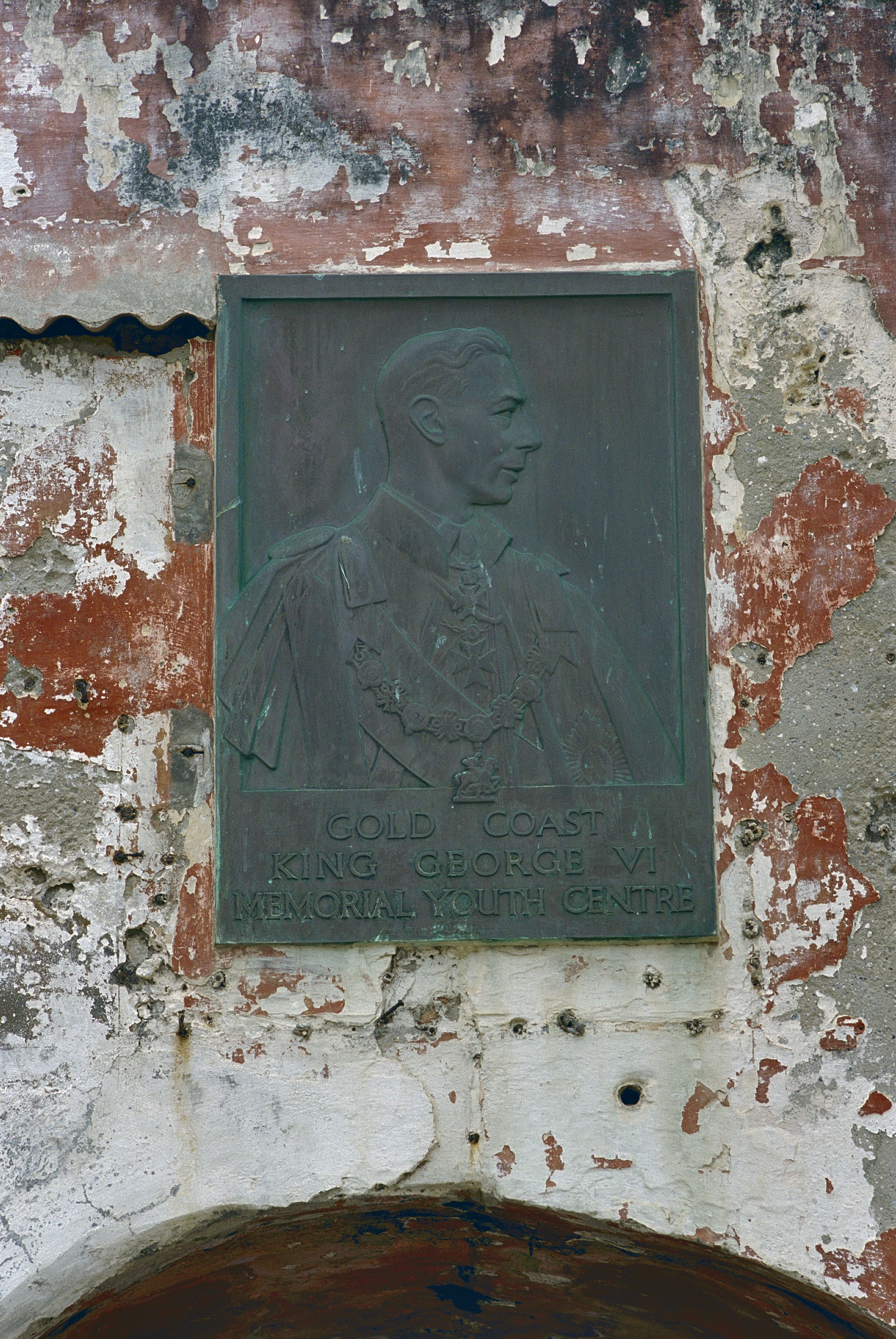
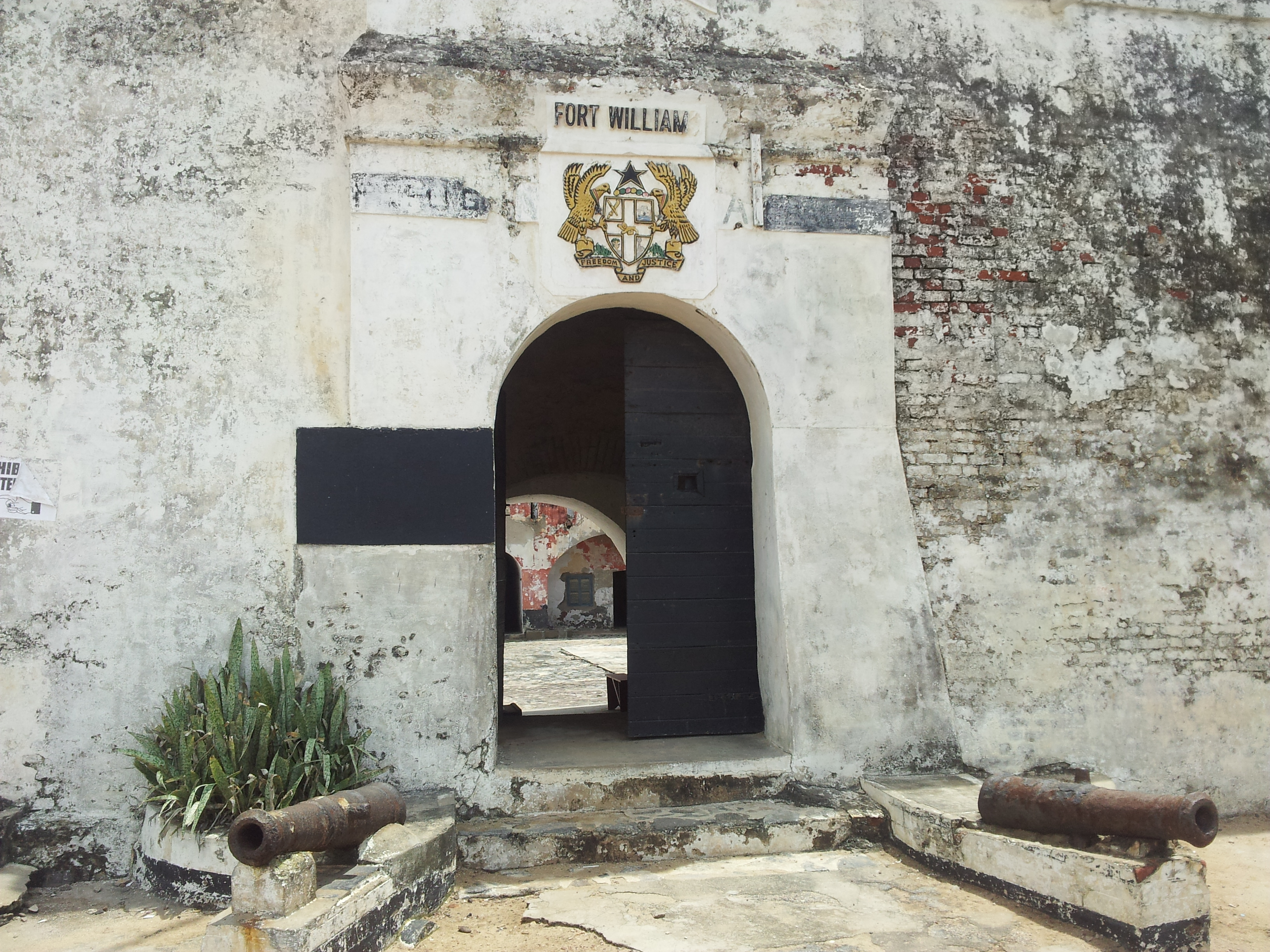
Wappen von Fort Williams.
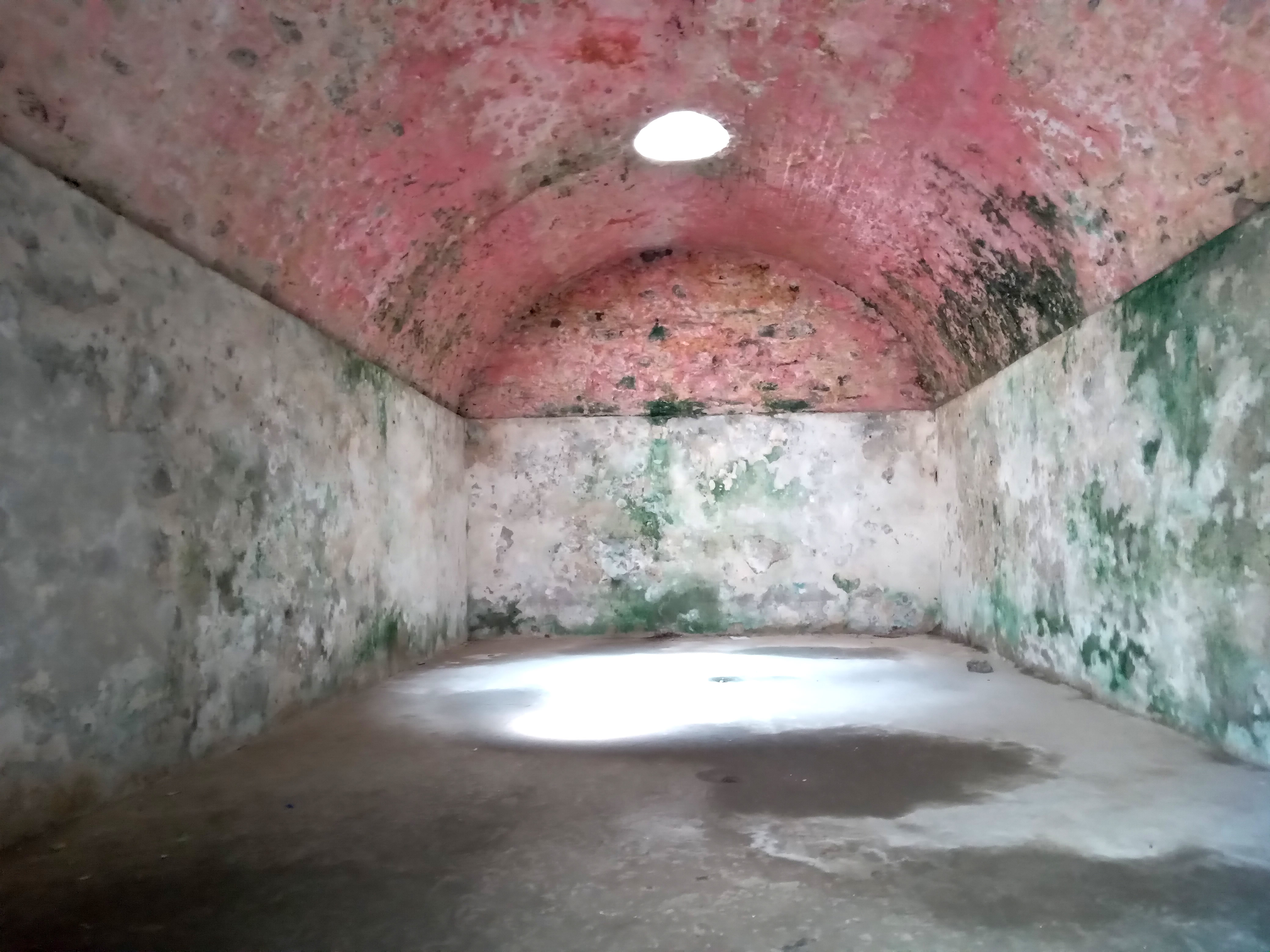
Gefängniszelle
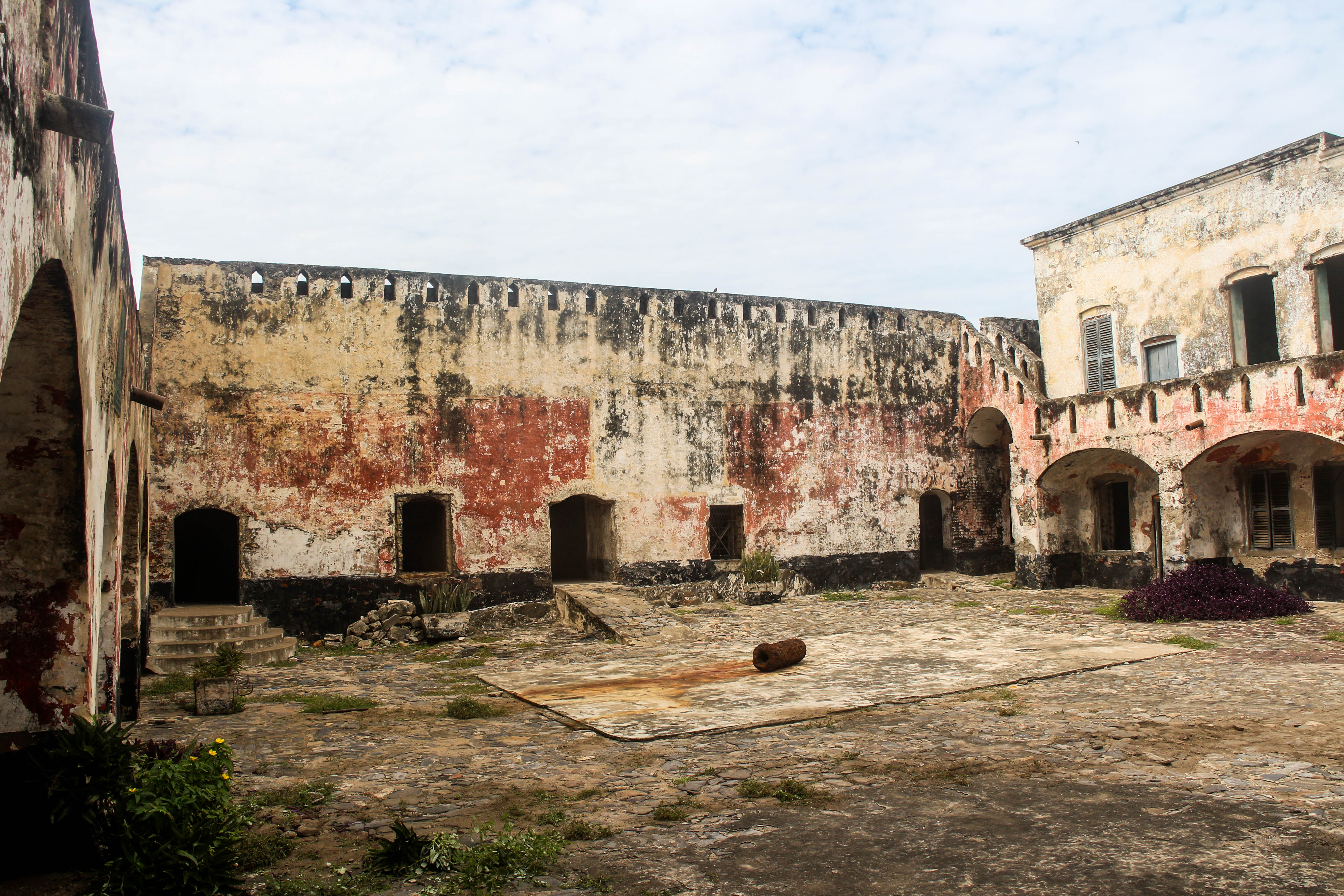
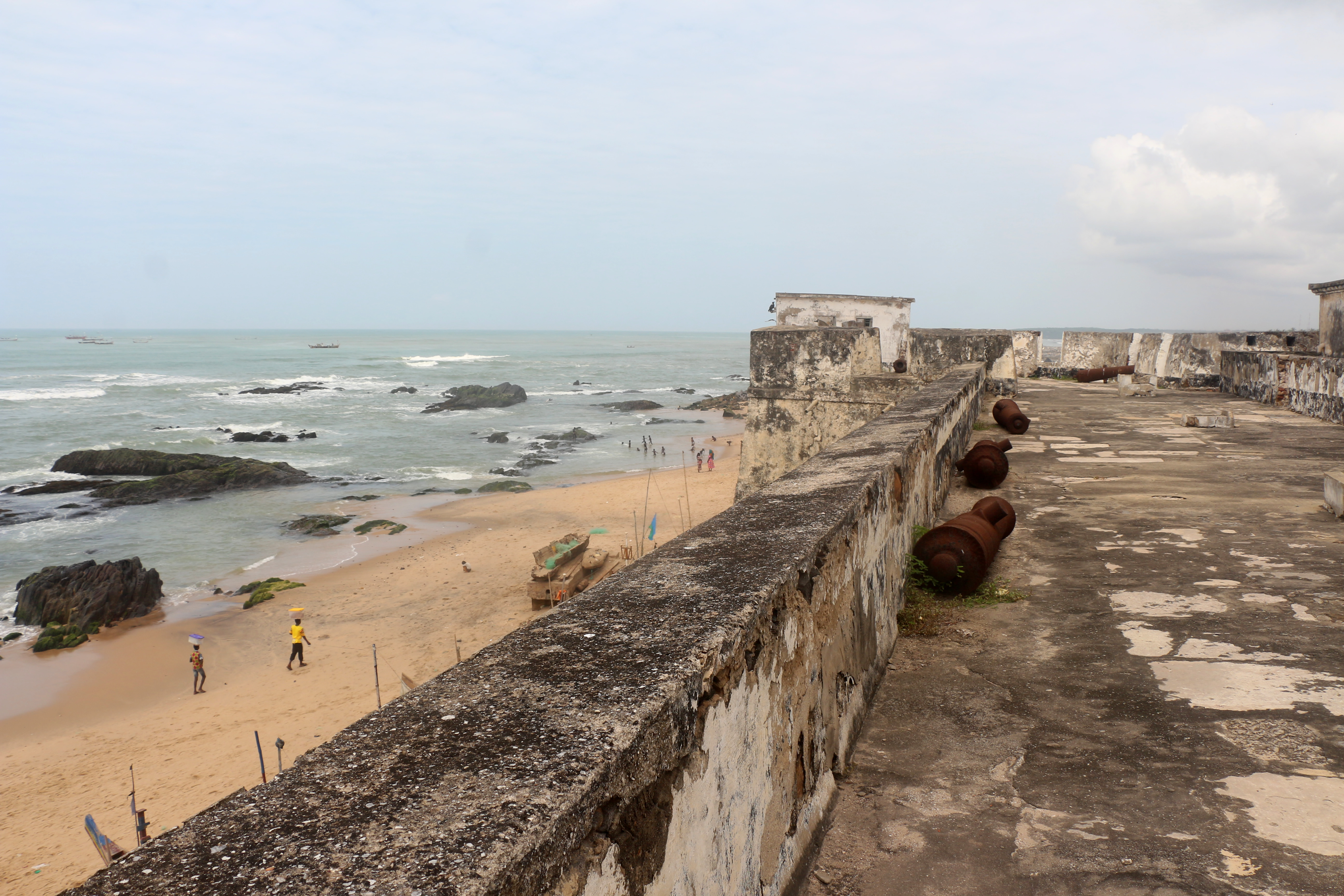
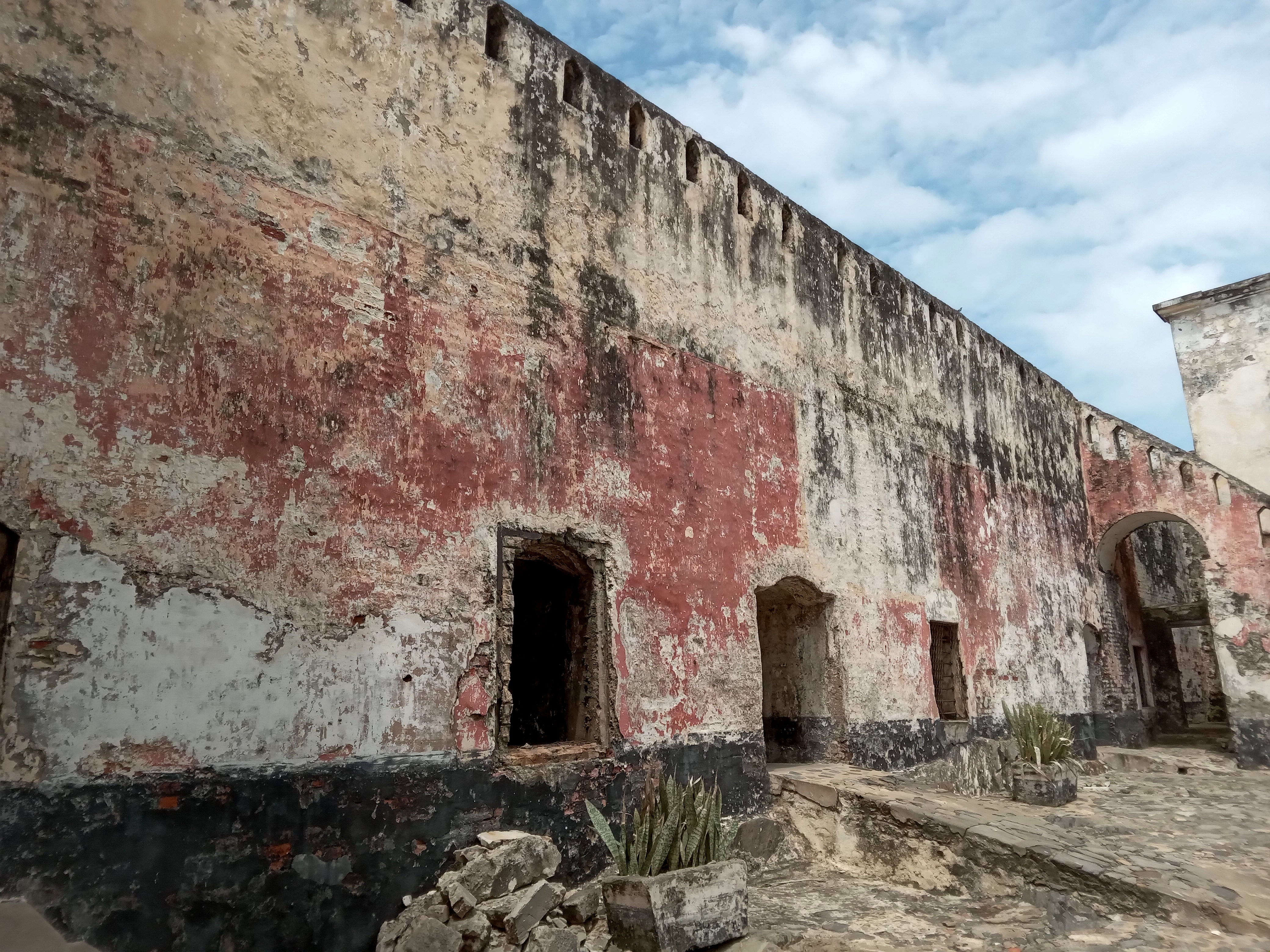
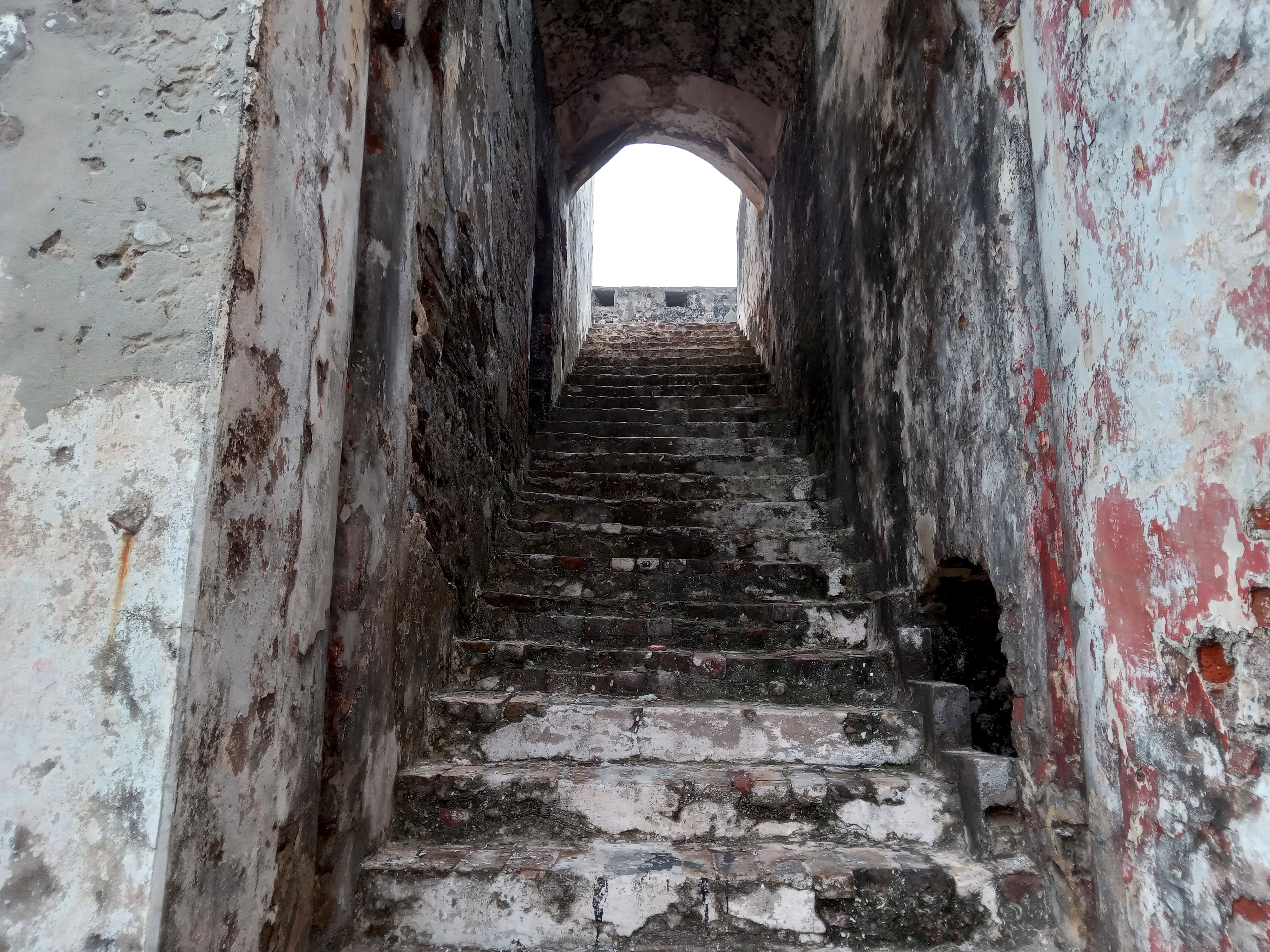
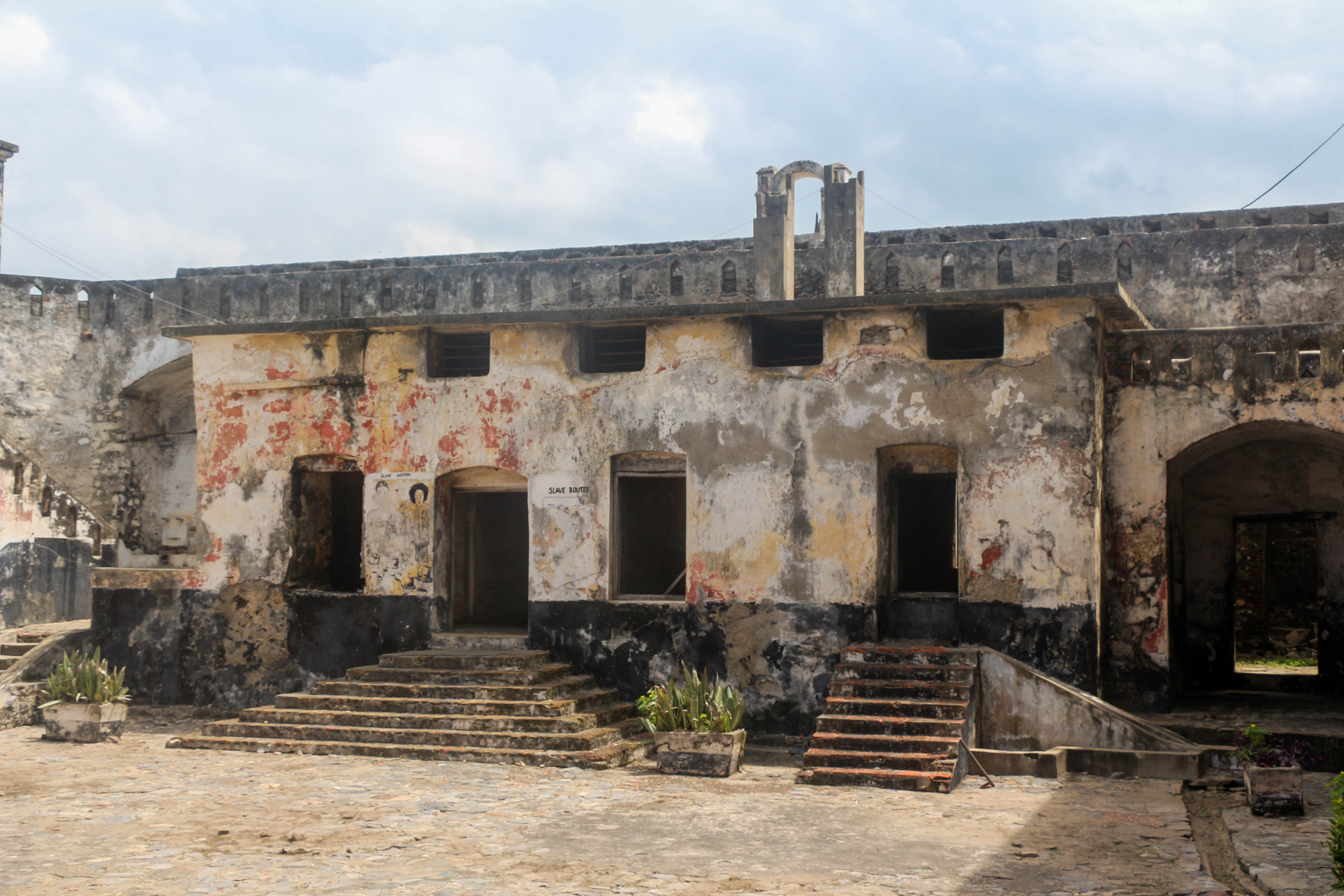
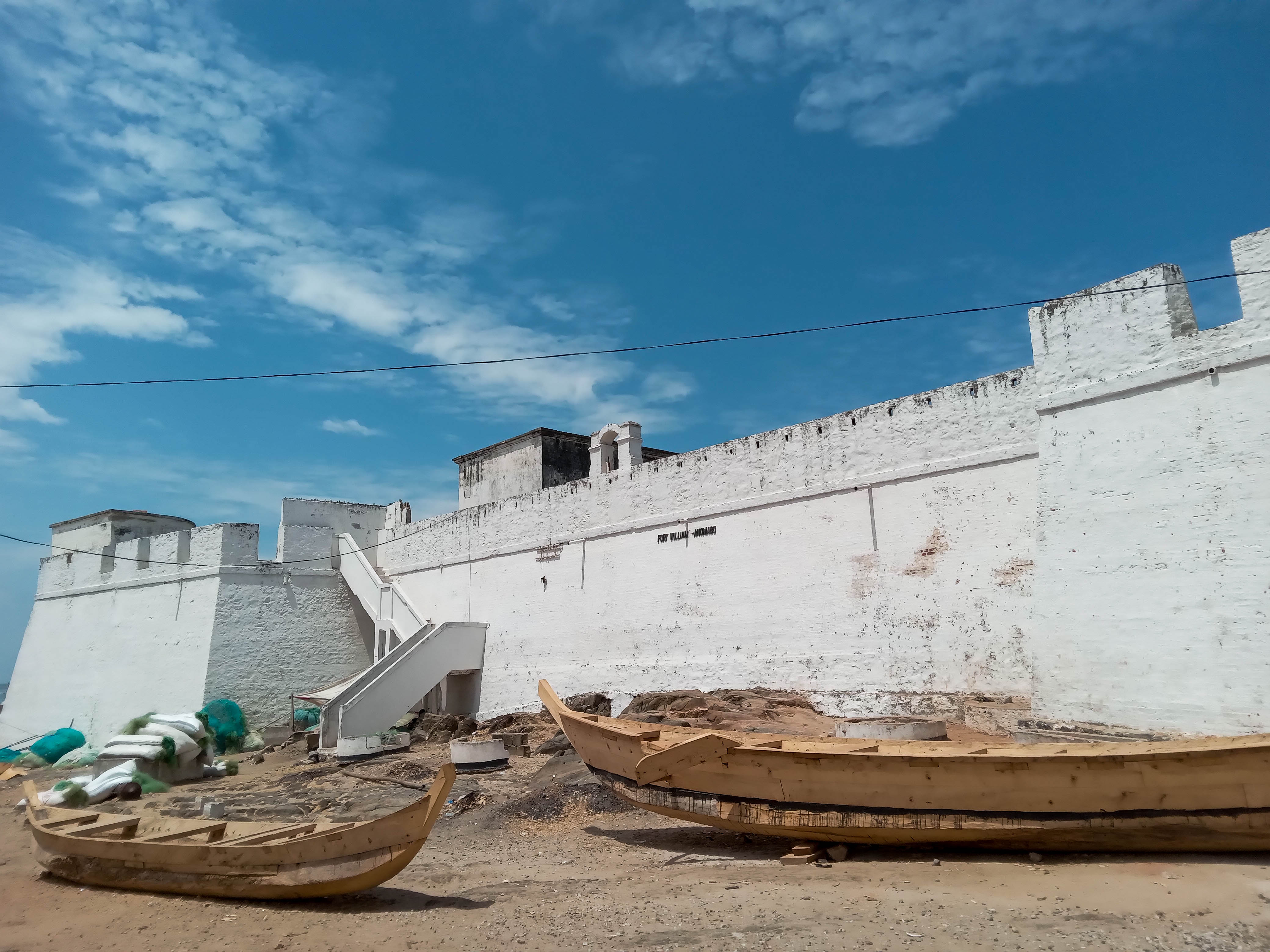